# Svenska Bindgarnsfabriken
Svenska Bindgarnsfabrikens aktiebolag var ett företag med säte först i Lund och senare i Malmö.
Bindgarnsfabriken grundades 1847 i stadsdelen Nöden i Lund av repslagarmästaren Ludvig Bohm (1813–1897). Fabriken sysselsatte en betydande del av befolkningen i Nöden, framför allt kvinnor, och var en av Lunds största industrier. Bindgarnet tillverkades av importerad hampa, sisal, manilla och jute som bereddes lokalt, samt av lin. Företaget organiserades som aktiebolag 1889.
Från 1897 ingick också i företaget en nyuppförd tågvirkesfabrik i kvarteret Kajan i Limhamn. Vid tiden för första världskriget ansågs Svenska bindgarnsfabrikens AB, tillsammans med den också av Herman Bohm ägda Nykvarns bindgarnsfabrik vid Stångån i Linköping, vara Sveriges viktigaste repslageri- och bindgarnsfabriker med ett sammanlagt produktionsvärde på 2,69 miljoner kronor 1913.
Efter en omfattande brand i fabriken 1946 flyttades tillverkningen successivt till Malmö, medan kvarvarande lokaler i Lund på 1950-talet utnyttjades av hantverksfirmor. Vid mitten av 1950-talet producerade företaget bindgarn, snören, vävgarn, skörde- och halmpressgarn, pappersgarn, tågvirke, drevgarn, fördämningsmattor, plastklädda linor, isoleringsrör och förseglingsremsor för ett årligt tillverkningsvärde av ungefär 10 miljoner kronor med 400 arbetare. Företaget hade då dotterbolagen Södertälje bindgarnsfabriks AB och AB Nykvarns bindgarnsfabrik. Tillverkningen av bindgarn och tågvirke avvecklades på 1960-talet, varefter företaget tillverkade dörrkarmar, trösklar och andra byggnadsplastprofiler. Företaget finns kvar som Primo Sverige AB i Limmared, ett dotterbolag till Inter Primo A/S i Danmark.
Åren 1979–1981 uppfördes i fabrikskvarteret i Lund bostadshus för HSB-bostadsrättsföreningen Bindgarnet. Bindgarnsfabrikens fastighet på Stora Södergatan 39, som uppfördes av Ludvig Bohms son Herman Bohm 1889, står dock kvar. Huset är ett tvåvåningshus med hög källarvåning med gatufasad i klarrött maskintegel och listverk i formtegel. Huset hade lager och arbetslokaler för fabriken, och rymde också butiker i källarvåningen.
Även i Malmö finns på Limhamnsvägen bevarad en tidigare kontorsbyggnad för Svenska Bindgarnsfabriken, uppförd 1916 och ritad av August Ewe och Carl Melin.